# LPG (音楽グループ)
LPG（Lovely Pretty Girl）は韓国の女性4人組アイドルグループである。

## 来歴
- 2005年、ミスコリアとモデル出身のメンバー、ハニョン、ユナ、ヨノ、スアで、韓国初の4人組女性トロット歌手グループとしてデビュー。
- 2009年、メンバーを総入れ替えし、スヨン、ガヨン、セミ、ユミ、ウンビョル（元A-Force）の5人組になった[1]。
- 2013年、さらにメンバーを総入れ替えし、ラヒ、リカ、ラニ、ソンハ、ユジュ、リウォン、ジウォン、ジウン、アユルの9人組として活動開始。[2]
- 2014年、所属事務所のK Storyエンターテインメントが、ラヒ、ジウォン、リウォン、ソンハ、ジウンの5人のメンバーで構成されたユニットグループChanessの活動を公表した。

## ディスコグラフィ

### アルバム
- 1集「Long Pretty Girls」（2005年）
- 2集「LPG2」（2006年）
- 3集「Lucky Girl」（2009年）
- 「LPG The Special」（2011年）

### シングル
- 海の王女（2007年7月12日）
- スキーに行く道（2007年12月13日）
- チャン・ドンゴン、イ・ヒョリ（2009年7月10日）
- 愛の呼び鈴（2010年7月1日）
- アングリー（2011年3月17日）

## 出演

### 日本
- くらべるくらべらー